# أنتوني كروسلي
أنتوني كروسلي (بالإنجليزية: Anthony Crossley)‏ هو لاعب كرة مضرب وسياسي بريطاني (وحمل سابقاً جنسية المملكة المتحدة لبريطانيا العظمى وأيرلندا)، ولد في 13 أغسطس 1903، وتوفي في 15 أغسطس 1939. حزبياً، نشط في حزب المحافظين. في الانتخابات العامة في المملكة المتحدة 1931 ‏، انتخب عضو برلمان المملكة المتحدة الـ36 عن دائرة Oldham (UK Parliament constituency) ‏ (27 أكتوبر 1931 – 25 أكتوبر 1935) وفي الانتخابات العامة في المملكة المتحدة 1935 ‏، انتخب عضو برلمان المملكة المتحدة الـ37 عن دائرة سترتفورد ‏ (14 نوفمبر 1935 – 15 أغسطس 1939).